# Cryptorhynchinae
Sous-famille
Les Cryptorhynchinae sont une sous-famille d'insectes coléoptères de la famille des curculionidés. 

## Liste des tribus
Aedemonini - Camptorhinini - Cryptorhynchini - Gasterocercini - Psepholacini - Sophrorhinini - Torneumatini